# Сигуранца
Сигура́нца (рум. siguranţă — безопасность) — тайная полиция в королевстве Румыния, существовавшая с 1908 по 1944 годы. Главной целью сигуранцы была борьба с оппозиционными власти партиями и организациями. Официальным названием службы с 1908 по 1924 года было «Управление полиции и общей безопасности» (рум. Direcția Poliției și Siguranței Generale), с 1924 года по 1940 год — «Секретная разведывательная служба» (рум. Serviciul Secret de Informații), с 1940 по 1944 год — «Специальная разведывательная служба» (рум. Serviciul Special de Informații).

## История
В докоммунистической Румынии тайная полиция занималась деятельностью, аналогичной той, которую проводили секретные службы других государств, а именно — защита государства от внешних и внутренних угроз. С этой целью спецслужбы монархической Румынии собирали разведданные и внедряли агентуру в подозрительные группы. Создание секретной полиции в Румынии произошло после крестьянского восстания 1907 года. С тех пор функции полиции стали более обширными и дифференцированными по мере роста румынского государства. Структура бюро изменилась, но обязанности остались неизменными: наблюдение за деятельностью иностранцев на румынской земле, контроль пограничной полиции, сбор разведывательной информации в интересах государственной безопасности и мониторинг прессы. В конечном итоге все они были переданы в ведение Министерства внутренних дел. Под его эгидой между 1924 и 1929 годами была создана окончательная организация безопасности; это было Управление полиции безопасности, или, сокращенно, Сигуранца, чья основная деятельность была направлена против подпольной коммунистической партии и этнических меньшинств. В этом деле Сигуранца во многом полагалась на обширную сеть информаторов.
С целью иметь веский повод оправдать репрессии против оппозиционных организаций, 8 декабря 1909 г. Сигуранца инсценировала покушение на премьер-министра Ионела Брэтиану. Несмотря на репрессии властей, левые активисты продолжали агитировать в разных городах среди рабочих, пытаясь организовать "восстание против капиталистической эксплуатации".

## Сигуранца в 1920–1930-е гг.
В 1920-х годах из-за связей румынской коммунистической партии (РКП) с Коминтерном и её пропаганды возвращения Бессарабии Советскому Союзу, её поддержка среди населения была минимальной. Это обстоятельство играло на руку сотрудникам королевской тайной полиции, внедрявшим свою агентуру в ряды РКП. Репрессивные меры тайной полиции против РКП были направлены прежде всего против отдельных членов партии, а не против социального класса.
В 1930-х годах местная ультранационалистическая организация «Железная гвардия» представляла гораздо более серьезный вызов власти короля Кароля II, чем коммунистическая партия. Железная гвардия обещала духовное возрождение и борьбу с «еврейским коммунизмом»; она получила поддержку со стороны тех, кто разочаровался в парламентском правительстве и его неспособности решить серьезные экономические проблемы страны. Репрессии против Железной гвардии и ее лидера Корнелиу Кодряну, отказ сотрудничать с королем, привели к тому, что в феврале 1938 года король установил личную диктатуру, а Кодряну был убит агентами Сигуранца в ноябре того же года.
В 1934 году Сигуранца включала «Секцию внешней разведки», «Секцию контрразведки», «Юридическое бюро» и «Техническое бюро».
Параллельно с Сигуранца военные создали свою собственную секретную службу, сначала при Генеральном штабе, а затем при Министерстве обороны. В дополнение к обычным действиям, король сделал ее своей личной тайной полицией. Контрразведка дублировала многие действия Сигуранцы, такие как наблюдение за действиями «Железной гвардии» и коммунистами.
При диктатуре Антонеску с 12 ноября 1940 года тайная полиция стала называться Специальной разведывательной службой (Serviciul Special de Informații) (SSI), и в таком статусе просуществовала до 15 сентября 1944 года.
SSI редко прибегала к тактике террора против своих противников и в одном хорошо задокументированном случае защитила трех британских агентов |Управления специальных операций Великобритании]] (УСО) от Гестапо. Главной заботой SSI после января 1942 года являлось пресечение саботажа со стороны коммунистических агентов. С сентября 1944 года в Сигуранцу и SSI проникли сотрудники НКВД и Патриотической гвардии Боднэраша. Просоветское правительство Петру Грозы в марте 1945 года поставило как SSI, так и Сигуранцу под полный советский и коммунистический контроль. Они были главными инструментами в распространении этого контроля на румынское общество в целом.

## Сигуранца во время Второй мировой войны
Во время Второй мировой войны члены Сигуранцы были направлены на Буковину, в Бессарабию и Транснистрию для борьбы с партизанским движением. Прекратила своё существование после вступления советских войск на территорию Румынии в 1944 году. Директорами Сигуранцы были:
- Михаил Морузов (1887—1940) в 1924—1940 гг.[9]
- Эуджен Кристеску (1895—1950) в 1940—1944 гг.[10]

По неполным данным, всего за время существования Сигуранцы ею было арестовано более 75 000 человек.
27 апреля 1945 года Петру Гроза подписал приказ о предоставлении Генеральному секретарю президиума Совета министров Эмилю Боднэрашу контроля над SSI, позволив ему набирать сотрудников из собственного гражданского и военного персонала, прикомандированного из военного министерства. Боднэраш отвечал за надзор за секретными службами. Другой советский агент, Сергей Николау (Сергей Никонов) был назначен фактическим директором внешней разведки SSI, который находился под контролем Боднэраша.
Карьера Никонова наглядно демонстрирует методы, используемые НКГБ для инфильтрации своих агентов. Никонов был исключен из Ясского университета за участие в коммунистических митингах, и был отправлен НКВД в Брюссель для продолжения учебы. Оттуда он был переведен в Марсель, где стал местным руководством Коммунистической партии Франции. Затем он был возвращен в Румынию, чтобы управлять шпионской сетью, но был арестован, предан суду и сначала заключен в тюрьму Дофтана, а затем, после ее разрушения в результате землетрясения в ноябре 1940 года, в Карансебеш, где он присоединился к Боднэрашу и Георге Пинитилие (Бондаренко). После переворота 23 августа 1944 года был освобожден и переведен на другие должности в иностранном департаменте, управление внешней разведки НКГБ, и эти обязанности были закреплены за его назначением директором SSI. В марте 1954 года Никонову было присвоено звание генерал-лейтенанта и назначен на должность начальника Второго бюро военной разведки румынского генерального штаба.
После переворота Советы установили контроль над двумя самыми важными учреждениями Румынии — вооруженными силами и тайной полицией, назначив на ответственные посты своих людей. В первый период персонал Министерства внутренних дел и Сигуранцы в основном не подвергся изменению.
Что касается ситуации в Буковине, например, историк Дитмар Мюллер указывает, что армейское руководство, а также жандармерия и Сигуранца могли на законных основаниях вмешиваться во все области общественной жизни национальным меньшинств.
После провозглашения Румынской Народной Республики обязанности Сигуранцы были возложены на Департамент государственной безопасности («Секуритате»).